# Бурлачук, Фока Фёдорович
Фока Фёдорович Бурлачук (9 (22) июня 1914, с. Снежная, Сквирский уезд, Киевской губернии Российской империи (ныне Погребищенского района Винницкой области, Украина) — 25 сентября 1997, Киев) — украинский и советский писатель, общественный деятель. Член Союза писателей Украины (с 1982). Лауреат премии имени Владимира Короленко (1997). Генерал-майор. Инициатор создания Народного Руха Украины (в 1989). Отец психолога Леонида Бурлачука.

## Биография
Участник Великой Отечественной войны. Отмечен боевыми правительственными наградами. С 1943 года — член ВКП(б).
После окончания войны в 1951 году окончил Военную академию Генерального штаба. Более 30 лет прослужил в рядах советской армии. Вышел в отставку в звании генерал-майора.
Общественный деятель. 1 ноября 1988 года на отчетно-выборном собрании Киевской организации Союза писателей Украины Фока Бурлачук в своём выступлении отметил, что на Украине тормозятся процессы перестройки, инициированной Михаилом Горбачёвым, и предложил создать Народный фронт Украины в её поддержку. Собрание приняло решение организовать инициативную группу, и поручить ей подготовить учредительные документы будущей организации, которой стал Народного Руха Украины (1989).

## Творчество
Печататься начал во время Великой Отечественной войны во фронтовых газетах. Писал на русском языке, преимущественно на исторические темы, основываясь на архивных документах.
Основная тема произведений — декабристы, которым посвятил повести «Черниговского полка поручик» (Киев, 1979) — об Иване Сухинове, «Сожжённые мосты» (Киев, 1981), «Владимир Раевский» (Москва, 1987; серия «Жизнь замечательных людей»), "Белый лебедь "(Киев, 1987).
Другие книги писателя: повесть «Возвращайтесь, аисты» (Киев, 1978) — о тяжелых испытаниях, которые легли на плечи народа в годы Великой Отечественной войны, сборник рассказов «Нержавеющий клинок» (Киев, 1983), в которую вошла также повесть «Талисман», «Любви последний свет» (Киев, 1993).